# Huntsville (Ohio)
Huntsville es una villa ubicada en el condado de Logan en el estado estadounidense de Ohio. En el Censo de 2010 tenía una población de 431 habitantes y una densidad poblacional de 551,03 personas por km².

## Geografía
Huntsville se encuentra ubicada en las coordenadas 40°26′32″N 83°48′16″O / 40.44222, -83.80444. Según la Oficina del Censo de los Estados Unidos, Huntsville tiene una superficie total de 0.78 km², de la cual 0.78 km² corresponden a tierra firme y (0%) 0 km² es agua.

## Demografía
Según el censo de 2010, había 431 personas residiendo en Huntsville. La densidad de población era de 551,03 hab./km². De los 431 habitantes, Huntsville estaba compuesto por el 98.38% blancos, el 0.46% eran afroamericanos, el 0% eran amerindios, el 0% eran asiáticos, el 0% eran isleños del Pacífico, el 0.46% eran de otras razas y el 0.7% pertenecían a dos o más razas. Del total de la población el 0.93% eran hispanos o latinos de cualquier raza.